# Bembina nucula
Bembina nucula är en fjärilsart som beskrevs av Swinhoe 1894. Bembina nucula ingår i släktet Bembina och familjen tofsspinnare. Inga underarter finns listade i Catalogue of Life.